# Walter Philipp

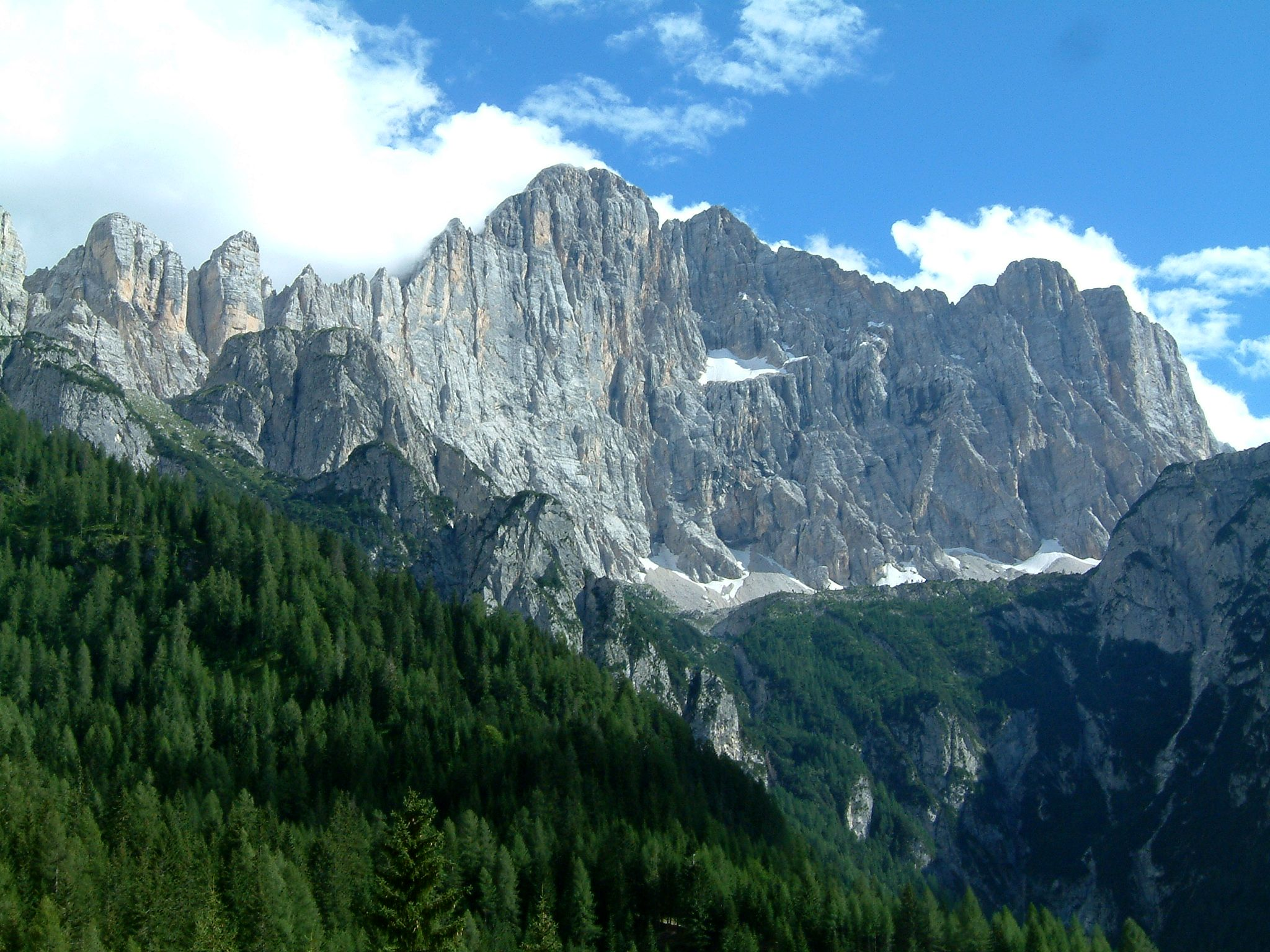
La parete Nord Ovest del Civetta nelle Dolomiti

Walter Philipp (Vienna, 14 dicembre 1936 – Mixnitz, 19 luglio 2006) è stato un matematico e alpinista austriaco.

## Biografia
Giovanissimo, inizia a frequentare la montagna e accompagnato dal padre compie la sua prima scalata all’età di 10 anni sul Reisskofel, in Carinzia. In seguito, all’età di 15 anni, viene iscritto ad una sezione locale dell’Oesterreichischer Alpenverein.
Nel corso della sua brevissima esperienza alpinistica - abbandonerà l’arrampicata a soli 22 anni - Philipp segnerà in maniera indelebile l’evoluzione dell’alpinismo dolomitico e internazionale.
La carriera sportiva di Philipp è intrinsecamente legata al gruppo montuoso del Civetta, nelle Dolomiti, montagne che considerava come una vera e propria seconda casa. Il suo amore per la famosa parete Nord Ovest, lo porterà a visitare il gruppo montuoso, quasi senza eccezioni, tutte le estati tra il 1955 e il 1959.
Si può affermare che il capolavoro alpinistico di Philipp è l'ascensione della via a Punta Tissi, sulla parete Nord Ovest del Civetta, in cordata con il compagno Dieter Flamm, al tempo chiamata quota IGM 2992. La salita era considerata, all’epoca della sua apertura, come la più difficile delle Alpi; venne portata a termine con uno stile che oggi valutiamo avveniristico e che all’epoca era in controtendenza. Philipp scala la parete compiendo tutta l’ascensione da capocordata, ricercando a tutti i costi l’arrampicata libera e utilizzando un numero limitatissimo di chiodi da roccia. Scrive Philipp:
(Walter Philipp, Der Bergkamerad, maggio 1963)
Appena due anni dopo questa grande impresa, all’età di 22 anni, la carriera alpinistica di Philipp si interrompe bruscamente a causa di un pauroso volo, durante un tentativo di ripetizione della via Hasse-Brandler alla Cima Grande di Lavaredo. Questa caduta non porterà a serie conseguenze fisiche ma lo persuaderà ad abbandonare l’alpinismo e dedicarsi alla matematica.
Philipp consegue la laurea in Matematica e Fisica presso l’Università di Vienna dove successivamente ottiene il Ph.D. in Matematica nel 1960 e l’abilitazione nel 1967. Nella capitale austriaca postbellica, studia sotto la guida di Edmund Hlawka capofila della scuola austriaca nei campi dell'analisi e della teoria dei numeri e dal 1961 al 1967 lavora come suo assistente universitario.
Nel 1967 si trasferisce presso l’Università dell'Illinois - Urbana-Champaign dove trascorrerà il resto della sua vita professionale, lavorando dapprima presso la facoltà di Matematica. Successivamente, nel 1984 lavorerà nell'allora appena fondato dipartimento di Statistica. Infine, diviene presidente proprio di quest’ultimo dipartimento dell’Università dell'Illinois - Urbana-Champaign.
Nella sua carriera di ricercatore, Philipp diede grandi contributi allo sviluppo di numerose branche della teoria della probabilità e risolse vari e complessi problemi di analisi e teoria dei numeri, utilizzando strumenti da lui stesso sviluppati. Proprio per questi meriti, il matematico scalatore, ha ricevuto numerosi riconoscimenti per l'attività accademica nel corso della sua carriera, tra cui l’elezione a membro della Accademia austriaca delle scienze.
Nel 2006, Walter Philipp muore a causa di un infarto occorso durante una gita in montagna a poca distanza da Graz, in Austria.

## Salite sulle Alpi
Nel seguente elenco sono riportate alcune delle salite più significative di Walter Philipp sulle Alpi.
- via Aste-Susatti – Civetta/Punta Civetta - 15 settembre 1956 – Seconda ripetizione con Ernst Lehnert
- via Ratti-Vitali - Civetta/Cima Su Alto - 1956 - Ripetizione
- via Livanos-Gabriel – Civetta/Cima Su Alto - 1956 - Ripetizione
- via Ratti - Monte Bianco/Aguille Noire - 1956 – Ripetizione
- via Bonatti - Monte Bianco/Grand Capucin - 1957 – Ripetizione
- via Magnone - Monte Bianco/Petit Dru - 1957 – Ripetizione
- Via Phillip-Barbier-Marchart – Civetta/Torre d’Alleghe – 31 agosto 1957 – Prima salita con Claudio Barbier e Dieter Marchart
- via Philipp-Flamm - Civetta/Punta Tissi – 5-7 settembre 1957 – Prima salita con Dieter Flamm
- via della fessura diagonale – Dachl nel Gesaeuse - 1958 - Prima salita con Richard Blach, Kurt Foit e Fritz Grimmlinger
- via Livanos-Gabriel-Da Roit – Civetta/Cima Terranova - 25 agosto 1959 – Terza ripetizione con Don Whillans
- via Philipp-Henger – Marmolada - 1959 – Prima salita con Alfred Henger

## Curiosità
Walter Philipp ha numero di Erdős 3.